# Губернатор Ненецкого автономного округа
Губерна́тор Не́нецкого автоно́много о́круга — высшее должностное лицо Ненецкого автономного округа. Возглавляет высший исполнительный орган государственной власти округа — администрацию Ненецкого автономного округа.

## История
До 1990 года фактическим высшим должностным лицом области был 1-й секретарь Ненецкого окружкома КПСС. Исполнительные функции осуществлял формируемый Окружным Советом народных депутатов Ненецкий окрисполком, председатель которого был номинально высшим должностным лицом, а фактически — вторым по значимости.

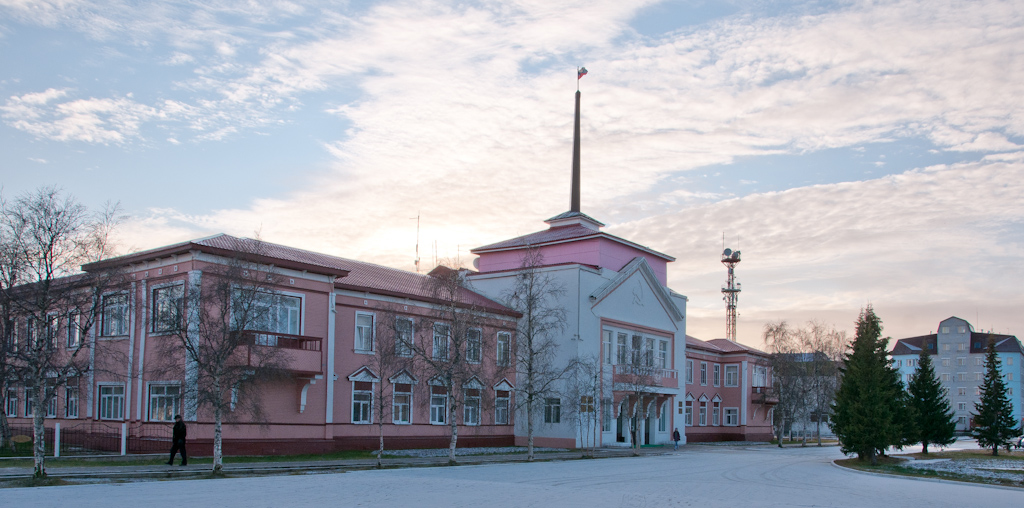
Здание администрации Ненецкого автономного округа в Нарьян-Маре, улица Смидовича, 20

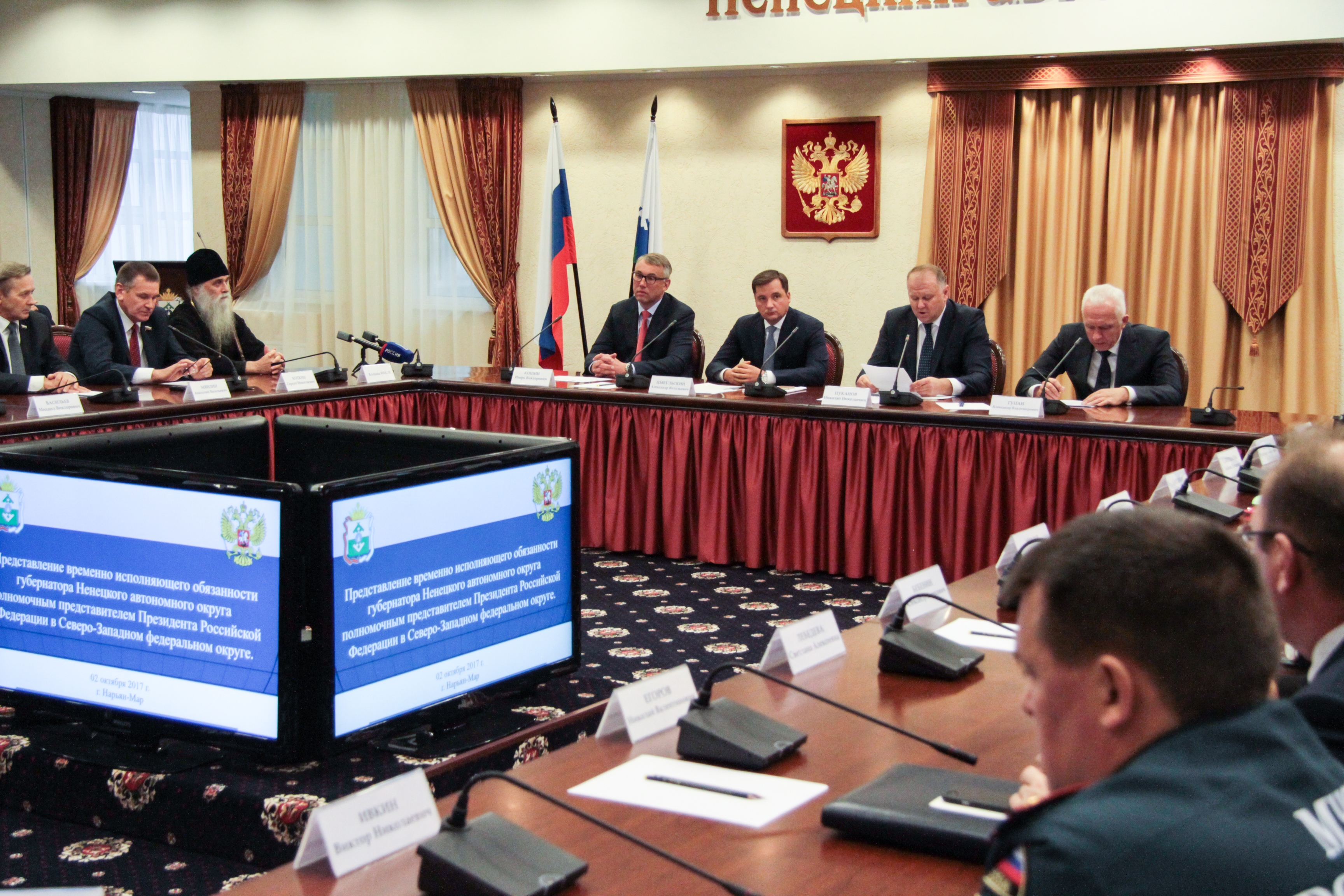
Представление врио губернатора НАО Александра Цыбульского (2017)

С конца 1991 года основной механизм легитимации региональных органов государственной власти был связан с популярностью президента Российской Федерации Бориса Ельцина, получившего легитимность в ходе всенародного голосования. В начале кардинальных преобразований у президента России были фактически неограниченные полномочия по формированию исполнительной власти в субъектах Российской Федерации. Так, 30 ноября 1991 года указом президента Ельцина главой администрации Ненецкого автономного округа был назначен первый заместитель председателя исполкома Нарьян-Марского городского совета Юрий Комаровский (вышел из КПСС в августе 1990 года).
В 1993 году Ненецкий автономный округ в соответствии с новой конституцией Российской Федерации получил статус субъекта федерации. В апреле 1993 года Юрий Комаровский подал в отставку с поста главы администрации; прошение об отставке было удовлетворено президентом Ельциным 16 апреля 1993 год. Однако затем Комаровский вновь был назначен главой администрации.
Распоряжением от 24 декабря 1993 года Комаровский впервые ввёл в Ненецком АО должность губернатора Ненецкого Автономного округа, предусматривая изменение структуры окружной администрации, появления института вице-губернаторов.
22 февраля 1996 года Юрий Комаровский был освобождён указом Президента РФ от должности главы администрации Ненецкого автономного округа по собственному желанию. Отставка была вызвана конфликтом с Собранием депутатов округа, обвинявшим Комаровского в нецелевом расходовании бюджетных средств, в результате чего округ лишился 3 миллиардов рублей.
21 марта 1996 года президент России назначил главой администрации Владимира Хабарова. Распоряжением № 182 от 27 марта 1996 года Хабаров отменил введённое Комаровским название должности «губернатор Ненецкого автономного округа», как не предусмотренную Уставом НАО.
1 декабря 1996 года в Ненецком автономном округе состоялись первые выборы главы администрации. В первом туре никто из кандидатов не смог набрать более 50 % голосов (Комаровский набрал всего 15 % голосов). Во второй тур вышли глава администрации Владимир Хабаров (ОКС) — 40,64 % — и, неожиданно для всех, предприниматель, председатель АО «ТрансНАО» и депутат Заксобрания Владимир Бутов — 21,99 %, против всех — 8,35 %. Явка составила 65,35 %. 13 декабря 1996 года состоялся второй тур, в котором победил предприниматель Владимир Бутов — 48,46 %; глава администрации В. Хабаров (ОКС) набрал 40,27 %; против всех — 9,74 %. Явка 62,14 %.
6 февраля 2005 года в ходе второго тура выборов Главой администрации Ненецкого автономного округа избран Алексей Баринов (до 2012 года был последним из выбранных, а не назначенных глав субъектов федерации).
2 июня 2006 года президент РФ Владимир Путин уволил главу Ненецкого автономного округа Алексея Баринова, который 23 мая 2006 года был арестован по обвинению в мошенничестве в крупном размере и хищениях. Временно исполняющим обязанности главы округа назначен главный федеральный инспектор по НАО Валерий Потапенко.
7 августа 2006 года Собрание депутатов Ненецкого автономного округа по представлению Владимира Путина единогласно утвердило Валерия Потапенко в должности главы администрации Ненецкого автономного округа.
16 февраля 2009 года Валерий Потапенко был отправлен Президентом России в отставку с поста губернатора НАО по собственному желанию.
24 февраля 2009 года Собрание депутатов Ненецкого автономного округа по представлению Дмитрия Медведева большинством голосов утвердило Игоря Геннадьевича Фёдорова в должности главы администрации Ненецкого автономного округа.
22 февраля 2014 года Игорь Фёдоров оставил должность губернатора в связи с истечением срока полномочий. В тот же день временно исполняющим обязанности губернатора Ненецкого автономного округа был назначен Игорь Кошин.
14 сентября 2014 года Игорь Кошин избран на должность губернатора и 20 сентября 2014 года вступил в должность.
28 сентября 2017 года Игорь Кошин был отправлен в отставку. Врио губернатора назначен замминистра экономического развития Александр Цыбульский.
1 октября 2018 года на заседании Собрания депутатов НАО Александр Цыбульский избран губернатором Ненецкого автономного округа.
2 апреля 2020 года Цыбульский подал в отставку в связи с назначением на должность временно исполняющего обязанности губернатора Архангельской области. ВРИО губернатора НАО назначен его прежний заместитель Юрий Бездудный, который позднее был избран губернатором региона, до отставки по собственному желанию в 2025 году.
18 марта 2025 года Владимир Путин назначил нового ВРИО губернатора Ненецкого округа. Им стала бывшая председатель оккупационного правительства захваченной РФ части Запорожской области Ирина Гехт. 

## Порядок избрания и вступления в должность
19 ноября 2014 года на внеочередной сессии Собрание депутатов НАО в первом чтении приняло поправки, отменяющие прямые выборы губернатора НАО. Поправки в избирательное законодательство были внесены в Собрание группой депутатов, в состав которой вошли Анатолий Мяндин, Виктор Кмить, Татьяна Бадьян, Александр Лутовинов, Ольга Каменева, Андрей Ружников, Наталья Кардакова, и Андрей Смыченков.
Анатолий Мяндин заявил: 
Отмена прямых выборов губернатора Ненецкого автономного округа и переход к новой системе, когда губернатор Архангельской области будет участвовать в формировании списка кандидатов на пост главы НАО, укрепит отношения между двумя регионами
В феврале 2015 года порядок избрания губернатора был окончательно изменён. Вместо прямых всенародных выборов населением округа губернатор наделяется полномочиями по итогам голосования в Собрании депутатов НАО. Депутаты выбирают из трёх кандидатов, предложенных президентом Российской Федерации; кроме того, участие в формировании списка кандидатов на пост губернатора НАО принимает губернатор Архангельской области. В феврале 2015 года Президент Российской Федерации подписал соответствующий федеральный закон.
Принятый в 2015 году порядок избрания губернатора таков:
1. каждая партия, представленная в Собрании депутатов НАО или в Государственной думе, выдвигает до трёх кандидатов на рассмотрение губернатором Архангельской области. Партии выдвигают кандидатов (которые необязательно должны быть членами соответствующих партий) не позднее чем за 60 дней до дня голосования;
2. губернатор Архангельской области отбирает не менее пяти кандидатов, которых не позднее чем за 40 дней до дня голосования предлагает президенту РФ;
3. президент РФ отбирает трёх кандидатов, которых не позднее чем за 20 дней до дня голосования представляет в Собрание депутатов НАО;
4. депутаты Собрания депутатов НАО голосованием избирают губернатора. Днём голосования установлено второе воскресенье сентября года, в котором истекает срок губернаторских полномочий. Если на единый день голосования в сентябре одновременно приходятся выборы депутатов Собрания депутатов НАО, то губернатора должны будут выбрать уже новые депутаты, на это им отводится 45 дней.

Губернатором округа может быть избран гражданин Российской Федерации, обладающий пассивным избирательным правом, не имеющий гражданства иностранного государства либо вида на жительство или иного документа, подтверждающего право на постоянное проживание гражданина Российской Федерации на территории иностранного государства, и достигший возраста 30 лет.
Губернатор округа избирается на срок 5 лет и не может замещать указанную должность более двух сроков подряд. Срок полномочий исчисляется со дня его вступления в должность. Губернатор округа считается вступившим в должность с момента принесения присяги.
Ранее прямые выборы губернатора проводились в 1996, 2001 и 2005 годах. Губернатор избирался на 4 года. В 1991 и 1996 годах губернатор Ненецкого автономного округа был назначен указом президента России, в 2006 и 2009 годах — выбран президентом России и утверждён в должности собранием депутатов. В 2014 году указом президента России был назначен временно исполняющий обязанности губернатора. Вновь прямые выборы губернатора состоялись спустя 9 лет, в единый день голосования 14 сентября 2014 года.

## Высшие должностные лица округа до 1991 г

### Председатели Ненецкого окрисполкома[23]
| ФИО                          | Годы жизни                       | Должность                                                                     | Период руководства            |
| ---------------------------- | -------------------------------- | ----------------------------------------------------------------------------- | ----------------------------- |
| Корионов, Иван Афанасьевич   | 1888 — ?                         | Председатель Окрисполкома Ненецкого национального округа                      | январь 1930 — август 1930     |
| Никулин, Александр Никитич   |                                  | Председатель Окрисполкома Ненецкого национального округа                      | август 1930 — январь 1932     |
| Лымин, Афанасий Иосифович    | 18 августа 1904—1996             | Председатель Окрисполкома Ненецкого национального округа                      | февраль 1932 — декабрь 1934   |
| Выучейский, Иван Павлович    | 22 марта 1901 — 9 августа 1936   | Председатель Окрисполкома Ненецкого национального округа                      | декабрь 1934 — 9 августа 1936 |
| Тайбарей, Иван Федотович     | 10 марта 1908—1941               | Председатель Окрисполкома Ненецкого национального округа                      | октябрь 1936 — апрель1938     |
| Попов, Николай Григорьевич   |                                  | Председатель Окрисполкома Ненецкого национального округа                      | апрель 1938 — декабрь 1943    |
| Гудырев, Афанасий Николаевич | 31 января 1901 — 30 мая 1966     | Председатель Окрисполкома Ненецкого национального округа                      | декабрь 1943 — февраль 1948   |
| Росляков, Михаил Николаевич  |                                  | Председатель Окрисполкома Ненецкого национального округа                      | март 1948 — декабрь 1950      |
| Хатанзейский, Пётр Мокеевич  | 25 декабря 1910 — 12 ноября 1985 | Председатель Окрисполкома Ненецкого национального округа                      | декабрь 1950 — сентябрь1961   |
| Ледков, Николай Егорович     | 17 февраля 1919 — 24 мая 1983    | Председатель Окрисполкома Ненецкого национального округа                      | сентябрь 1961 — май 1970      |
| Сядейский, Тихон Иванович    | 19 июня 1930 — 7 февраля 2019    | Председатель Окрисполкома Ненецкого автономного округа                        | май 1970 — сентябрь 1985      |
| Саблин, Леонид Иванович      | 8 марта 1949 — 30 сентября 2012  | Председатель Окрисполкома Ненецкого автономного округа                        | октябрь 1985 — апрель 1990    |
| Алексеев, Евгений Георгиевич | р. 23 июня 1947                  | Председатель исполкома Совета народных депутатов Ненецкого автономного округа | апрель 1990 — декабрь 1991    |

### Первые секретари окружкомаКПСС(до1952—ВКП(б))
См. Первые секретари Ненецкого окружкома КПСС.

## Список губернаторов и глав администрации
| №  | Руководитель         | Руководитель | Срок полномочий | Срок полномочий                                                                                             | Партийность   | Основание вступления в должность |
| -- | -------------------- | --- | --- | --- | ------------- | --- |
| 1  | Юрий Комаровский     | | 30 ноября 1991 | 22 февраля 1996                                                                                             | —             | назначен на пост указом президента РФ Бориса Ельцина |
| 1  | Юрий Комаровский     | назначен на пост указом президента РФ Бориса Ельцина                                                                            | 30 ноября 1991 | 22 февраля 1996                                                                                             | —             | |
| 2  | Владимир Хабаров     | | 21 марта 1996 | 25 декабря 1996                                                                                             | —             | назначен на пост указом президента РФ Бориса Ельцина |
| 3  | Владимир Бутов       | | 13 декабря 1996 избран, 25 декабря 1996 вступил в должность ♦ 14 января 2001 избран, 27 января 2001 вступил в должность          | 27 января 2001 ♦ 17 февраля 2005                                                                            | —             | избран на выборах главы администрации Ненецкого автономного округа: - 13 декабря 1996 — победил во 2 туре, набрав 48,46 % голосов                                                                |
| 3  | Владимир Бутов       | избран на выборах главы администрации Ненецкого автономного округа: - 14 января 2001 — победил в 1 туре, набрав 68,28 % голосов | 13 декабря 1996 избран, 25 декабря 1996 вступил в должность ♦ 14 января 2001 избран, 27 января 2001 вступил в должность          | 27 января 2001 ♦ 17 февраля 2005                                                                            | —             | |
| 4  | Алексей Баринов      | | 6 февраля 2005 избран, 18 февраля 2005 вступил в должность                                                                       | 21 июля 2006 (отрешён от должности президентом в связи с утратой доверия, срок истекал в феврале 2009 года) | —             | избран на выборах главы администрации Ненецкого автономного округа: - 6 февраля 2005 — победил во 2 туре, набрав 48,45 % голосов                                                                 |
| 5  | Валерий Потапенко    | | 2 июня 2006 назначен и. о. главы, 7 августа 2006 утверждён в должности                                                           | 16 февраля 2009 (досрочно)                                                                                  | —             | назначен указом президента РФ Владимира Путина на должность и. о. главы администрации Ненецкого автономного округа, затем утверждён в должности собранием депутатов Ненецкого автономного округа |
| 6  | Игорь Фёдоров        | | 16 февраля 2009 представлен собранию депутатов НАО, 24 февраля 2009 утверждён в должности                                        | 22 февраля 2014                                                                                             | Единая Россия | наделён полномочиями по представлению президента РФ Дмитрия Медведева - 24 февраля 2009 года утверждён собранием депутатов НАО                                                                   |
| 7  | Игорь Кошин          | | 22 февраля 2014 года назначен и. о. губернатора; 14 сентября 2014 года избран на должность губернатора                           | 28 сентября 2017 года, досрочно                                                                             | Единая Россия | назначен указом президента РФ Владимира Путина; избран на должность губернатора |
| —  | Александр Цыбульский | | 28 сентября 2017 года назначен врио губернатора;                                                                                 | — | Единая Россия | назначен указом президента РФ Владимира Путина |
| 8  | Александр Цыбульский | 1 октября 2018 года избран губернатором                                                                                         | 2 апреля 2020 года (досрочно по собственному желанию, в связи с назначением на должность врио губернатора Архангельской области) | Решение Собрания депутатов НАО                                                                              | Единая Россия | |
| —  | Юрий Бездудный       | | 2 апреля 2020 года назначен врио губернатора                                                                                     | — | Единая Россия | назначен указом президента РФ Владимира Путина |
| 9  | Юрий Бездудный       | 13 сентября 2020 года избран губернатором Ненецкого автономного округа                                                          | 2 апреля 2020 года назначен врио губернатора                                                                                     | Решение Собрания депутатов НАО                                                                              | Единая Россия | |
| —  | Ирина Гехт           | | 18 марта 2025 года назначена врио губернатора                                                                                    | — | Единая Россия | назначена указом президента РФ Владимира Путина |
| 10 | Ирина Гехт           | | 18 марта 2025 года назначена врио губернатора                                                                                    | | Единая Россия | |